# Cnemaspis boulengerii
Cnemaspis boulengerii este o specie de șopârle din genul Cnemaspis, familia Gekkonidae, descrisă de Strauch 1887. Conform Catalogue of Life specia Cnemaspis boulengerii nu are subspecii cunoscute.